# Локально скінченна міра
У математиці локально скінченною мірою називається міра для якої кожна точка вимірного простору має окіл скінченної міри.

## Означення
Нехай {\displaystyle (X,T)} є гаусдорфовим топологічним простором і нехай {\displaystyle \Sigma } є {\displaystyle \sigma }-алгеброю на {\displaystyle X}, яка містить всі відкриті множини із {\displaystyle T} (тобто кожна відкрита множина є вимірна множина, {\displaystyle \Sigma } тоді також містить борелівську {\displaystyle \sigma }-алгебру на {\displaystyle X}). Міра/заряд/комплексна міра {\displaystyle \mu } задана на {\displaystyle \Sigma } називається локально скінченною якщо для кожної точки {\displaystyle p} простору {\displaystyle X,} існує відкритий окіл {\displaystyle N_{p}} точки {\displaystyle p} для якого {\displaystyle \mu }-міра множини {\displaystyle N_{p}} є скінченною.
Більш стисло {\displaystyle \mu } є локально скінченною мірою якщо:
{\displaystyle \forall p\in X,\ \exists N_{p}\in T:\ p\in N_{p},\ \left|\mu \left(N_{p}\right)\right|<+\infty .}

## Приклади
- Будь-яка будь-яка міра значення якої на всьому просторі є скінченним, зокрема міра ймовірності на {\displaystyle X} є локально скінченною.
- Міра Лебега і більш загально міра Лебега — Стілтьєса на евклідовому просторі є локально скінченною.
- За означенням, будь-яка міра Радона є локально скінченною.
- Лічильна міра може бути локально скінченна в деяких випадках і не бути в інших: лічильна міра на множині цілих чисел із дискретною топологією є локально скінченною але на дійсній прямій із стандартною топологією не є локально скінченною.